# 1,3-Dioxan-2-on
1,3-Dioxan-2-on ist eine chemische Verbindung aus der Gruppe der gesättigten sauerstoffhaltigen Heterocyclen. Sie besteht aus einem sechsgliedrigen Ring, deren 1- und 3-Position durch Sauerstoffatome gebildet werden. In 2-Position befindet sich eine Ketogruppe. Die Verbindung kann auch als cyclisches Carbonat aufgefasst werden.

## Darstellung
Die Darstellung von 1,3-Dioxan-2-on gelingt über die Cyclisierung organischer Carbonate wie Di-tert-butyldicarbonat in Gegenwart der Base DMAP oder Diethylcarbonat in Gegenwart von Natriummethanolat bei erhöhter Temperatur mit 1,3-Propandiol.
Es kann auch in sehr guter Ausbeute aus Oxetan unter hohem Kohlenstoffdioxiddruck an einem Antimonkatalysator erhalten werden.

## Eigenschaften
1,3-Dioxan-2-on ist bei Raumtemperatur ein farbloser Feststoff, der bei 47 °C schmilzt.

## Verwendung
1,3-Dioxan-2-on ist ein Ausgangsstoff zur Herstellung von Polytrimethylencarbonat. Dieses kann durch Ringöffnung mittels einer Lewis-Säure erhalten werden. Es werden nur katalytische Mengen der Lewis-Säure benötigt. Hierzu können beispielsweise Komplexe des Scandiums benutzt werden. Auch Copolymere mit Ethylenglycol können auf diese Weise mit Zinkkatalysatoren erhalten werden.
Durch die Reaktion zwischen 1,3-Dioxan-2-on mit Kaliumthiocyanat bei 140 °C kann Thietan hergestellt werden. Als Nebenprodukte entstehen Kaliumcyanat und Kohlenstoffdioxid.
{\displaystyle \mathrm {C_{4}H_{6}O_{3}+\ KSCN\longrightarrow \ C_{3}H_{6}S+\ KOCN+\ CO_{2}} }

## Externe Links zu erwähnten Verbindungen
1. ↑  Externe Identifikatoren von bzw. Datenbank-Links zu Polytrimethylencarbonat:  CAS-Nr.: 31852-84-3, EG-Nr.: 608-674-3, ECHA-InfoCard: 100.120.403, Wikidata: Q72501764.